# Chhuikadan
Chhuikadan o Chhuikhadan (també Kondka) fou un estat tributari protegit del districte de Raipur a les Províncies Centrals. La població de l'estat el 1881 era de 32.979 persones i el 1901 era de 26.368 habitants, amb un descens del 27% degut a la fam; estaven repartits en 107 pobles (109 el 1881). La capital era Kondka o Chhuikhadan, amb una població el 1881 de 2.148 habitants i lleugerament inferior el 1901 (2.085). Estava format per tres parts separades i un poble aïllat, rodejats per terres de Khairagarh i Nandgaon i dels zamindaris del districte de Drug. La superfície total era de 399 km².
Estava governat per una nissaga membre de la secta dels bairagis, amb successió per primogenitura. El tribut que pagava era de 15000 rupies. El principal nucli de l'estat era el zamindari de Parpodi comprat al senyor d'aquest per compensar un préstec que havia fet Mahant Rup Das, fundador de la nissaga, vers la meitat del segle XVIII. El seu fill i successor Tulsi Das fou reconegut com a zamindar de Kondka pel raja Bhonsle de Nagpur (vers 1780). El 1865 els britànics el van reconèixer com un estat feudatari. El 1867 va pujar al tron Mahant Shyam Kishor Das, que de facto ja portava el govern des de feia uns anys, i a causa del seu comportament tirànic amb els caps locals els britànics li van imposar un diwan com a conseller (nomenat pel govern britànic). Va morir el 1896 i el va succeir el seu fill Radha Ballabh Kishor Das, enverinat dos anys més tard junt amb un dels seus fills, per un parent; l'assassí i un còmplice foren jutjats i executats i el fill gran del difunt, Digvijai Yugal Kishor Das, de 15 anys, va pujar al tron sota administració britànica durant la minoria. El jove va morir el 1903 i el va succeir el seu germà Bhudav Kishor Das, de 14 anys.

## Llista de governants
- Mahant Rup Das 1750-1780
- Mahant Tulsi Das 1780-?
- Mahant Balmakund Das ?-1845
- Mahant Lakshman Das 1845-1887
- Mahant Shyam Kishor Das 1887-1896
- Mahant Radha Ballabh Kishor Das 1896-1898
- Mahant Digvijay Yugal Kishor Das 1898-1903
- Mahant Bhudav Kishor Das 1903-?
- Mahant Ritu Purna Kishor Das